# Guadalajara Open Akron 2022
Guadalajara Open Akron 2022 là một giải quần vợt nữ chuyên nghiệp thi đấu trên mặt sân cứng. Giải đấu là một phần của WTA 1000 không Mandatory trong WTA Tour 2022. Giải đấu diễn ra ở Guadalajara, Mexico, từ ngày 17 đến ngày 23 tháng 10 năm 2022.
Đây là lần thứ 1 giải đấu được tổ chức thay thế cho các giải quần vợt ở Trung Quốc trong năm 2022 bị hủy vì đại dịch COVID-19, cũng như do lo ngại về an ninh và sức khỏe của cựu vận động viên quần vợt WTA Peng Shuai sau cáo buộc cô bị lạm dụng tình dục bởi một thành viên cấp cao của chính phủ Trung Quốc, và các giải quần vợt ở Nga do cuộc tấn công vào Ukraina.

## Điểm và tiền thưởng

### Phân phối điểm
| Sự kiện | VĐ  | CK  | BK  | TK  | Vòng 1/16 | Vòng 1/32 | Vòng 1/56 | Q  | Q2 | Q1 |
| Đơn     | 900 | 585 | 350 | 190 | 105       | 60        | 1         | 30 | 20 | 1  |
| Đôi     | 900 | 585 | 350 | 190 | 105       | 1         | —         | —  | —  | —  |

### Tiền thưởng
| Sự kiện | VĐ       | CK       | BK       | TK      | Vòng 1/16 | Vòng 1/32 | Vòng 1/56 | Q2     | Q1     |
| Đơn     | $412,000 | $242,800 | $125,000 | $57,440 | $28,730   | $16,340   | $11,725   | $6,880 | $3,580 |
| Đôi*    | $120,300 | $67,630  | $37,180  | $18,750 | $10,620   | $7,120    | —         | —      | —      |

*mỗi đội

## Nội dung đơn

### Hạt giống
| Quốc gia | Tay vợt               | Xếp hạng† | Hạt giống |
| -------- | --------------------- | --------- | --------- |
| ESP      | Paula Badosa          | 4         | 1         |
|          | Aryna Sabalenka       | 5         | 2         |
| USA      | Jessica Pegula        | 6         | 3         |
| GRE      | Maria Sakkari         | 7         | 4         |
| USA      | Coco Gauff            | 8         | 5         |
| FRA      | Caroline Garcia       | 10        | 6         |
|          | Daria Kasatkina       | 11        | 7         |
|          | Veronika Kudermetova  | 12        | 8         |
| CZE      | Barbora Krejčiková    | 14        | 9         |
| SUI      | Belinda Bencic        | 15        | 10        |
| BRA      | Beatriz Haddad Maia   | 16        | 11        |
| LAT      | Jeļena Ostapenko      | 17        | 12        |
| USA      | Madison Keys          | 18        | 13        |
| USA      | Danielle Collins      | 19        | 14        |
|          | Ekaterina Alexandrova | 20        | 15        |
| CZE      | Petra Kvitová         | 21        | 16        |

† Bảng xếp hạng vào ngày 10 tháng 10 năm 2022.

### Vận động viên khác
Đặc cách:
- Eugenie Bouchard
- Fernanda Contreras Gómez
- Donna Vekić

Bảo toàn thứ hạng:
- Bianca Andreescu

Vượt qua vòng loại:
- Elisabetta Cocciaretto
- Lauren Davis
- Kayla Day
- Caroline Dolehide
- Magdalena Fręch
- Linda Fruhvirtová
- Rebecca Marino
- Asia Muhammad

Thua cuộc may mắn:
- Elina Avanesyan
- Nao Hibino
- Laura Pigossi

### Rút lui
Trước giải đấu
- Amanda Anisimova → thay thế bởi  Sloane Stephens
- Sofia Kenin → thay thế bởi  Ann Li
- Anett Kontaveit → thay thế bởi  Anna Kalinskaya
- Petra Martić → thay thế bởi  Magda Linette
- Garbiñe Muguruza → thay thế bởi  Marta Kostyuk
- Shelby Rogers → thay thế bởi  Nao Hibino
- Alison Riske-Amritraj → thay thế bởi  Laura Pigossi
- Zhang Shuai → thay thế bởi  Elina Avanesyan
- Zheng Qinwen → thay thế bởi  Tereza Martincová

## Nội dung đôi

### Hạt giống
| Quốc gia | Tay vợt                  | Quốc gia | Tay vợt            | Xếp hạng1 | Hạt giống |
| -------- | ------------------------ | -------- | ------------------ | --------- | --------- |
| CZE      | Barbora Krejčíková       | CZE      | Kateřina Siniaková | 3         | 1         |
|          | Veronika Kudermetova     | BEL      | Elise Mertens      | 7         | 2         |
| USA      | Coco Gauff               | USA      | Jessica Pegula     | 11        | 3         |
| CAN      | Gabriela Dabrowski       | MEX      | Giuliana Olmos     | 15        | 4         |
| UKR      | Lyudmyla Kichenok        | LAT      | Jeļena Ostapenko   | 19        | 5         |
| USA      | Nicole Melichar-Martinez | AUS      | Ellen Perez        | 28        | 6         |
| USA      | Desirae Krawczyk         | NED      | Demi Schuurs       | 30        | 7         |
| CHN      | Xu Yifan                 | CHN      | Yang Zhaoxuan      | 37        | 8         |

- 1 Bảng xếp hạng vào ngày 10 tháng 10 năm 2022.

### Vận động viên khác
Đặc cách:
- Victoria Azarenka  /  Bethanie Mattek-Sands
- Fernanda Contreras Gómez  /  Camila Osorio
- Caroline Dolehide  /  CoCo Vandeweghe

Thay thế:
- Elisabetta Cocciaretto /  Martina Trevisan
- Marta Kostyuk /  Tereza Martincová

### Rút lui
- Anna Bondár /  Kimberley Zimmermann → thay thế bởi  Nadiia Kichenok /  Kimberley Zimmermann
- Caroline Dolehide /  CoCo Vandeweghe → thay thế bởi  Marta Kostyuk /  Tereza Martincová
- Asia Muhammad /  Zhang Shuai → thay thế bởi  Elisabetta Cocciaretto /  Martina Trevisan

## Nhà vô địch

### Đơn
- Jessica Pegula đánh bại  Maria Sakkari, 6–2, 6–3

### Đôi
- Storm Sanders /  Luisa Stefani đánh bại  Anna Danilina /  Beatriz Haddad Maia 7–6(7–4), 6–7(2–7), [10–8]